# قياسات ضغط الدم
يقاس ضغط الدم بوساطة عدة أجهزة تسمى ( sphygmomanometer)، أقدمها كان جهاز ضغط الدم الزئبقى الذي الذي يعكس ضغط الدورة الدموية. تعرض كل أجهزة قياس ضغط الدم النتائج في  صورة مليمترات زئبقية (mm Hg)، على الرغم من الأجهزة الإلكترونية لا تحتوي على زئبق.
الوضع الصحيح لقياس ضغط الدم
يختلف ضغط الدم في كل دقة قلب واحدة ما بين انقباضه وانبساطه. يرتفع ضغط الدم لأعلى مستوياته في الشرايين عند انقباض ويسمى هذا (بضغط الدم الانقباضي) (systolic pressure)، ويحدث هذا عند كل نهاية دورة دموية للقلب عندما ينقبض البطينان. ينخفض أيضًا ضغط الدم لأقل مستوياته في الأوردة ويحدث هذا عند بداية كل دورة دموية للقلب عن طريق انبساط البطينين وامتلائها بالدم ويسمى بضغط الدم الانبساطي ( Diastolic pressure). تكون قيم ضغط الدم عند قياسها لبالغ بصحة جيدة 120لضغط الدم الانقباضي و80 لضغط الدم الانبساطي ويكتب هكذا 120/80، وينطق مائة وعشرون 
على ثمانين.
استخدام الجهازالرقمي لقياس ضغط الدم ضغط الدم الانقباضي والانبساطي ليسوا ثابتين ولكن يحدث بها تغيرات طبيعية طفيفة خلال اليوم. تتغير قيمهم أيضا نتيجة لضغط، عوامل تغذية، أمراض، تمارين ولحظيًا عند  الوقوف وفي بعض الأحيان تكون هذه التغيرات كبيرة. مرض ارتفاع ضغط الدم (Hypertension) يشير إلى ارتفاع ضغط الدم بالشرايين، على عكس مرض انخفاض الدم (Hypotension) الذي يشير انخفاضه بالشرايين. بجانب درجة حرارة الجسم ومعدل التنفس ومعدل ضربات القلب يعتبر ضغط الدم واحدة من علامات الحيوية الأساسية الأربعة الذين يتابعهم الأطباء ومسؤلين الخدمات الصحية بطريقة مستمرة.